# Freycinetia laeta
Freycinetia laeta är en enhjärtbladig växtart som beskrevs av Elmer Drew Merrill och Lily May Perry. Freycinetia laeta ingår i släktet Freycinetia och familjen Pandanaceae. Inga underarter finns listade.